# تارجان
تارجان (أيضا تارجانفيسي) هي بحيرة متوسطة الحجم في فنلندا. وهي تقع في بلديات روفيسي، فيرات، ومانتا-فيلبولا، في منطقة بيركانما في غرب فنلندا. البحيرة هي جزء من حوض كوكيمانجوكي. التدفقات الرئيسية هي بحيرة فاسكفيسي وسلسلة من البحيرات شمال في الغرب وسلسلة من البحيرات من بحيرة بيهلاجافيسي في الشمال. البحيرة تصب في بحيرة روفيسي في الجنوب.